# Mesterholdenes Europa Cup i håndbold 1966-67 (kvinder)
Mesterholdenes Europa Cup i håndbold 1966-67 for kvinder var den syvende udgave af Mesterholdenes Europa Cup i håndbold for kvinder. Turneringen havde deltagelse af 12 klubhold, der var blevet nationale mestre sæsonen forinden, samt de forsvarende mestre fra SC Leipzig, og blev afviklet som en cupturnering, hvor alle opgørene til og med semifinalerne blev afviklet over to kampe, hvor holdene mødtes både ude og hjemme. Finalen blev afviklet som én kamp på neutral bane.
Turneringen blev vundet af Žalgiris Kaunas fra Sovjetunionen, som i finalen i Bratislava besejrede de forsvarende mestre SC Leipzig fra Østtyskland med 8-7. Det var anden gang i turneringens historie, at et sovjetisk hold sejrede – første gang var i sæsonen 1962-63, hvor Trud Moskva løb med titlen.
Danmark blev repræsenteret af Frederiksberg IF, som blev slået ud i kvartfinalen af Universitatea Timişoara fra Rumænien med 18-12 over to kampe.

## Resultater

### Ottendedelsfinaler
| Dato   | Dato   | Hjemmehold i 1. kamp | Udehold i 1. kamp       | Resultat | Resultat | Resultat |
| 1.kamp | 2.kamp | Hjemmehold i 1. kamp | Udehold i 1. kamp       | Samlet   | 1.kamp   | 2.kamp   |
| ------ | ------ | -------------------- | ----------------------- | -------- | -------- | -------- |
| ?      | ?      | Žalgiris Kaunas      | SC Empor Rostock        | 15–14    | 9-8      | 6-6      |
| ?      | 10.12. | Akademik Sofia       | BP Kőbánya Spartacus    | 08–20    | 3-5      | 05-15    |
| ?      | 16.12. | Górnik Sośnica       | Universitatea Timişoara | 13–21    | 8-9      | 05-12    |
| ?      | 14.12. | Bohemians Praha      | ES Colombes             | 21–10    | 9-4      | 12-60    |
| ?      | 14.12. | Mora Swift Roermond  | Podravka Koprivnica     | ?–?      | ?-?      | 6-8      |

### Kvartfinaler
| Dato   | Dato   | Hjemmehold i 1. kamp    | Udehold i 1. kamp       | Resultat | Resultat | Resultat |
| 1.kamp | 2.kamp | Hjemmehold i 1. kamp    | Udehold i 1. kamp       | Samlet   | 1.kamp   | 2.kamp   |
| ------ | ------ | ----------------------- | ----------------------- | -------- | -------- | -------- |
| ?      | ?      | Žalgiris Kaunas         | BP Kőbánya Spartacus    | 18–16    | 11-80    | 7-8      |
| ?      | ?      | Universitatea Timişoara | Frederiksberg IF        | 18–12    | 8-2      | 10-10    |
| ?      | ?      | Bohemians Praha         | TSV Bayer 04 Leverkusen | 12–12    | 7-6      | 5-6      |
| 26.1.  | ?      | SC Leipzig              | Podravka Koprivnica     | 25–15    | 15-80    | 10-70    |

### Semifinaler
| Dato   | Dato   | Hjemmehold i 1. kamp | Udehold i 1. kamp       | Resultat | Resultat | Resultat |
| 1.kamp | 2.kamp | Hjemmehold i 1. kamp | Udehold i 1. kamp       | Samlet   | 1.kamp   | 2.kamp   |
| ------ | ------ | -------------------- | ----------------------- | -------- | -------- | -------- |
| 18.3.  | ?      | Žalgiris Kaunas      | Universitatea Timişoara | 14–12    | 10-70    | 4-5      |
| 18.3.  | ?      | SC Leipzig           | Bohemians Praha         | 23–90    | 13-30    | 10-60    |

### Finale
Finalen blev spillet i Bratislava.
| Dato | Vinder          | Finalist   | Res. | Pause |
| ---- | --------------- | ---------- | ---- | ----- |
| 2.4. | Žalgiris Kaunas | SC Leipzig | 8–7  | 3-3   |